# رالی زمان سرعت مسافت
رالیِ زمان سرعت مسافت یا تی‌اس‌دی که در ایران رالی شهری یا رالی تور نیز نامیده می‌شود.
مسابقهٔ اتومبیل‌رانی است که بیشتر به مهارت حرکت در مسیر صحیح و در زمان مطلوب تأکید دارد تا مهارت رانندگی.
این رالی در خارج از پیست‌های اتومبیل‌رانی و در مسیرهای عمومی برگزار می‌شود و چندین ساعت تا چند روز طول می‌کشد.

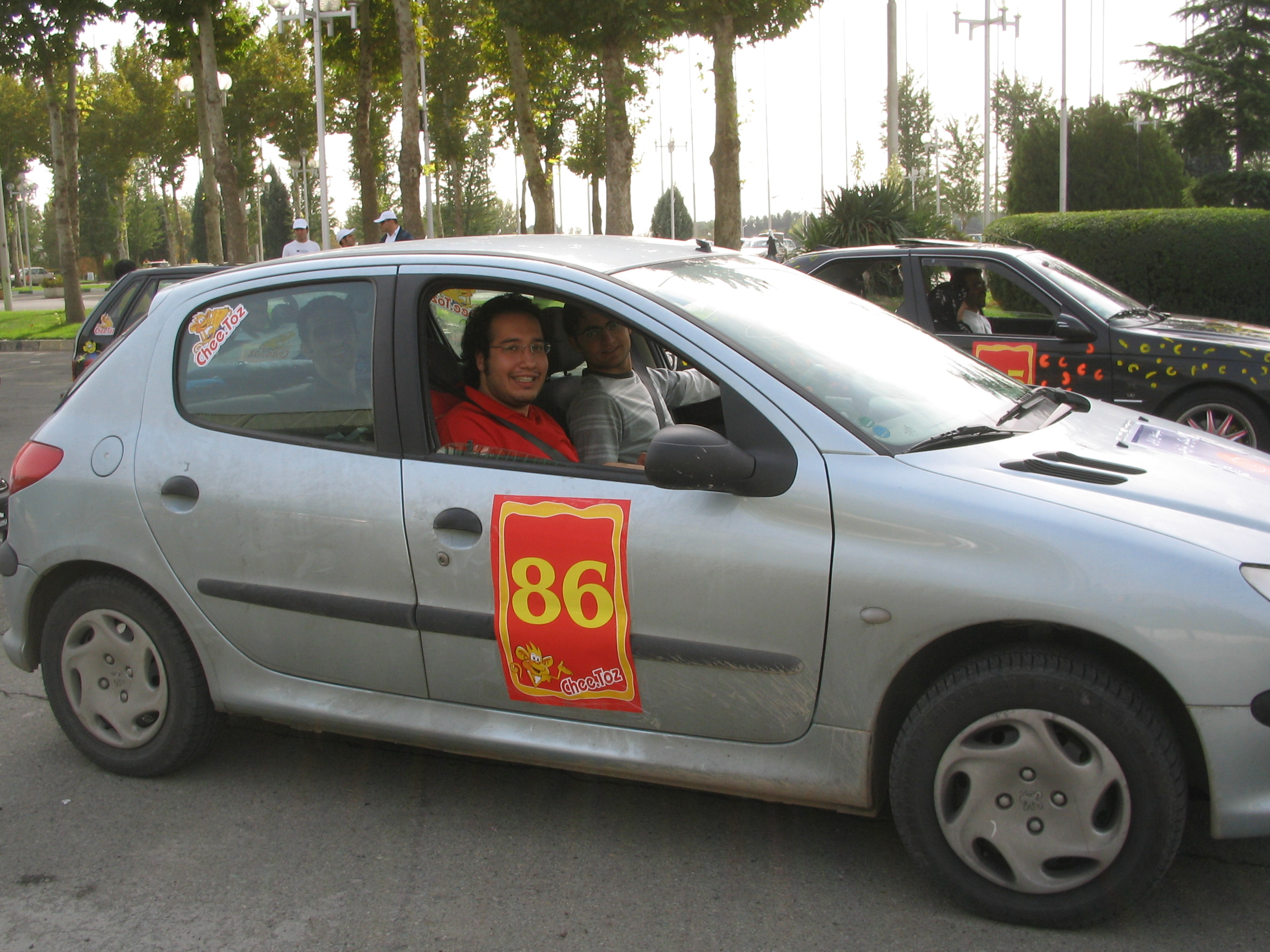
اتومبیلی در رالی یک‌روزهٔ چیتوز

## نقشه

نمونهٔ نقشه رالی، شروع نقشه از ابتدای خیابان آزادی در قسمت داخلی میدان آزادی به سمت شرق

نقشهٔ مسابقه هم‌زمان با شروع مسابقه و تنها یک دقیقه قبل از استارت در اختیار شرکت‌کنندگان رالی قرار می‌گیرد.
این نقشه مجموعه‌ای از قطعه یا بلوک‌های کوچکی است که باید به ترتیب طی شوند.
شرکت‌کنندگان باید با توجه با علائم مسابقه مسیر صحیح مسابقه را تشخیص دهند و سعی کنند با سرعت متوسط مشخص شده در بلوک در این مسیر حرکت کنند. در طول مسیر کنترل‌هایی وجود دارند که حرکت شرکت‌کنندگان در مسیر صحیح و زمان رسیدن به نقاط مطلوب را کنترل می‌کنند. به شرکت‌کنندگانی که خارج از مسیر صحیح حرکت کنند یا دیرتر یا زودتر از زمان مطلوب نقشه‌ای را طی کنند امتیاز منفی تعلق می‌گیرد. در بلوک‌ها علاوه بر سرعت ممکن است مسافت یا زمان متعلق به آن بلوک ذکر شده باشد.

## قطعه یا بلوک
هرنقشهٔ مسابقه براساس نوع طراحی به تعدادی قطعه یا بلوک تقسیم شده‌است که ترتیب اجرای آن مسیر مسابقه را از نقطهٔ شروع به نقطهٔ پایان مشخص می‌کند. معمولاً به بلوک، نقشه نیز می‌گویند با ذکرشمارهٔ بلوک، مثلا: نقشهٔ شمارهٔ ۲۰
هر بلوک نقشه از ۶ قسمت تشکیل شده‌است.

### شماره بلوک
شمارهٔ بلوک مشخص کنندة ترتیب اجرای آن است که ممکن است جابجایی آن باعث انحراف از مسیر شود.

### مسافت
مسافت بلوکها ممکن است معلوم یا مجهول باشد. در مسافتهای معلوم حتماً بایستی تا متراژ داده شده مسیر را طی کرده و در مسافتهای مجهول دقیقاً بایستی به شکل داده شده توجه نموده و اولین شکل با پلان مورد نظر، انتهای بلوک می‌باشد.

### سرعت
منظور از سرعت‌های داده شده در نقشه‌ها، سرعت متوسط در طول همان نقشه است و بیشتر جهت محاسبهٔ زمان مطلوب می‌باشد. رعایت سرعت‌های مجاز به عهدهٔ راننده است.

### زمان
معمولاً زمان در نقشه‌ها مجهول می‌باشد (مگر درنقشه‌های اصلاحی، انحراف از مسیر یا نقشه‌های زمان دار) که حتماً بایستی طبق فرمول محاسبه شود.

### شکل پلان هر بلوک
محلی است که نقشهٔ جاری به آن ختم می‌شود (انتهای نقشه)
شامل چند قسمت است:
- الف: پلان یا شکل هندسی تقاطع، که دقیقاً بایستی با پلان هوایی آن مطابقت داشته باشد. معمولاً درنقشه‌ها از خطوط ممتد (ــ) برای نشان دادن مسیرهای آسفالت، خطوط مقطع (------) برای نشان دادن مسیرهای غیرآسفالت (خاکی) که الزامی نیست و از دو خط موازی برای نشان دادن بلوار (الزامی نیست) استفاده می‌شود.
- ب: جهت وسمت حرکت درتقاطع که با یک فلش نشان داده می‌شود.
- ج: وضعیت و موقعیت شرکت‌کننده که به شکل دایره توپر که معمولاً در پایین قرار می‌گیرد نشان داده می‌شود. این دایره توپر را بدین شکل می‌توان تعریف نمود :نقطه‌ای است پویا (درحال حرکت) که مبدأ نقشه خوانی ماست و از طرفی زاویهٔ دید و سمت ورود به تقاطع مورد نظر را نشان می‌دهد. درهرسمتی که قراربگیرد (بالا، پایین، چپ و راست) فرقی نمی‌کند بلکه ما ازآن جهت تقاطع را می‌بینیم، نقشه خوانی می‌کنیم و وارد می‌شویم.

### توضیحات نقشه
شامل عبارات و توضیحات اصلی یا توضیحاتی است که برای راهنمایی بیشتر در نقشه آمده‌است.

## انواع بلوک
اگر مسافت در بلوکی داده شده باشد به آن بلوک مسافت معلوم و در غیر این صورت به آن مسافت مجهول گفته می‌شود.
در بلوک‌های مسافت مجهول، مسافت طی شده در پایان نقشه از روی کیلومترشمار اتومبیل به صورت متر یا با کمک چی پی اس به دست می‌آید و با کمک سرعت ذکر شده در بلوک، زمان مطلوب محاسبه می‌شود.

## زمان مطلوب
زمان صحیح رسیدن به ایستگاه‌های کنترل را که طبق محاسبات واطلاعات نقشه به دست می‌آید، زمان مطلوب می‌گویند.

## کارت راه یا کارت زمان
این کارت جهت ضرب مهرهای لازم و ثبت زمان‌های ورود به کنترل‌های مختلف مسابقه مورد استفاده قرار می‌گیرد. کارت راه در زمان استارت، همراه با نقشه و دیگر اسناد و برگه‌های مورد نیاز مسابقه به شرکت کنندگان داده می‌شود و بایستی به
کنترل خط پایان تحویل شود.

## کنترل‌های مسابقه
به منظور کنترل و ثبت زمان شرکت کنندگان در مسیرمسابقه، محل‌هایی توسط برگزارکننده مشخص می‌شود که به این محل‌ها ایستگاه‌های کنتـرل گفته می‌شود . کنترل‌ها بایستی با نشان یا پرچم خاص مسابقه و شماره که بر روی درب‌های اتومبیبل خود نصب کرده‌اند، در محـ ل‌های خاص (ایستگاه کنتـرل) قابل رویت و تشخیص باشند. تمام کنترل‌های مسابقه به غیر از کنترل سیار حتماً در سمت راست مسابقه مستقر هستند و ممکن است محل بعضی از کنترل‌ها با آرم و نشان مسابقه و میز و صندلی
مشخص شده باشد، الزامی برای بودن خودرو در محل کنتـرل وجود ندارد. خودروی هیچ‌یک ازکنترل‌ها در محل خلاف پارک نمی‌کند.
کنترل ه‌ای مسابقه بایستی ۱۵ دقیقه قبل از زمان مطلوب اولین شرکت‌کننده و ۴۵ دقیقه پس از زمان مطلوب آخرین شرکت‌کننده در محل خود مستقر باشند.

### انواع کنترل
کنترل‌های مسابقه از نظرماهیت به سه دسته تقسیم می‌شوند.
- ۱- کنترل‌هایی که ماهیت زمانی دارند (کنترل‌های زمان)
- ۲- کنترل‌هایی که ماهیت مثبت دارند (کنترل‌های زمان ومسیر صحیح)
- ۳- کنترل‌هایی که ماهیت منفی دارند (کنترل‌های انحراف و منفی)

کنترل‌های زمان به دو دسته تقسیم می‌شوند.
- الف : کنترل زمان معلوم – فقط مخصوص مسابقات نقطه به نقطه است.
- ب : کنترل زمان نامعلوم– فقط مخصوص مسابقات زنجیره‌ای است.

کنترل زمان معلوم: چنانچه محل کنترلی در نقشه داده شده باشد به معنای پایان نقشه‌های قبلی بوده و زمان ثبت شده بر روی کارت مسابقه توسط کنترل زمان معلوم، به منزلهٔ زمان جدید برای ادامهٔ مسابقه می‌باشد. تقدم یا تأخر زمان درنقشه‌های قبلی، دیگر قابل جبران نیست. این کنترل‌ها از نوع معلوم بوده و مخصوص مسابقات نقطه به نقطه می‌باشد.
 کنترل زمان نامعلوم یا مخفی: محل کنترل‌های مسابقه از نوع زنجیره ای، در نقشه مشخص نیست و هر لحظه ممکن است در مسیر مسابقه به آن‌ها برسید، مسئول ایستگاه کنترل، زمان رسیدن شما را بر روی کارت مسابقه ثبت می‌کند. چنانچه مطابق با زمان مطلوب نباشید، می‌توانید تا قبل از رسیدن به کنترل‌های بعدی خود را به زمان مطلوب برسانید. به این کنترل‌ها، کنترل زمان نا معلوم می‌گویند.
کنترل زمان صحیح: رسیدن به این کنترل‌ها به منزلهٔ درست بودن مسیر مسابقه است و زمان رسیدن به آن ملاک نیست.
کنترل انحراف مسیر: چنانچه شرکت‌کننده‌ای در اثر عدم رعایت قوانین و مقررات راهنمایی و رانندگی و مسابقه و طی کردن مسیر اشتباه به این کنترل‌ها برسد، کارت راه او را مهرکرده و اگر نیاز باشد مسیر صحیح را به او اعلام می‌کنند.
کنترل منفی: کنترل‌هایی هستندکه مثل کنترل‌های انحراف مس یر ماهیت منفی دارند ولی در مسیر اصلی مسابقه مستقر شده‌اند مثل کنترل‌های مستقر شده در محل‌های توقف ممنوع.
کنترل‌های چند منظوره: به کنترلهایی که بیش از یک ماهیت داشته باشند یا بیش از یک بار در مسیر مسابقه به آن‌ها برسیم، کنترل چند منظوره گفته می‌شود.
کنترل مسیر سیار: این کنترل‌ها به‌طور سیار در مسیر مسابقه حرکت می‌کنند و در صورت مشاهدة عدم رعایت مقررات و مفاد آیین‌نامهٔ مسابقه از طرف شرکت‌کننده، می‌تواند کارت راه آنان را گرفته و موارد خلاف را در آن ثبت تا محرومیت‌های لازم در مورد آن‌ها اعمال شود. کنترل سیار دارای بر چسب مخصوص و معرفی نامه کتبی می‌باشد.

## مسیر مسابقه
مسیرمسابقه به کلیه بزرگراه‌ها، خیابان‌ها، کوچه‌ها، … و تقاطعی گفته می‌شود که از نقطهٔ شروع تا خط پایان مسابقه پیموده می‌شود که شامل سه بخش است.
- ۱- مسیرهای صحیح
- ۲- مسیرهای انحرافی
- ۳- مسیرهای اصلاحی

مسیراصلی مسابقه فقط براساس مسیرصحیح طراحی شده‌است که ممکن است براساس سبک طراحی یا تغییرات اجباری، بخشی از آن توسط مسیراصلاحی اضافه، کم ویا اصلاح شود.

## مسیر جاری یا نقشه جاری
به مسیر یا نقشه‌ای گفته می‌شود که ما ازمبدأ آن به سمت تقاطع یا علامت مورد نظرحرکت کرده ودرحال حاضردرآن مسیرهستیم.

## مسیر اجباری (ادامه مسیر یا مسیر مستقیم)
مسیری که طبق اولویت‌های مسابقه و یاقوانین راهنمایی و رانندگی جهت رسیدن به شکل یا علامت داده شده در نقشه مجبور به عبور از آن هستیم مسیراج باری، ادامهٔ مسیر یا مسیر مستقیم گفته می‌شود.

## مبلمان شهری
به مجموعهٔ وسیعی از وسایل، اشیاء، دستگاه‌ها، نمادها، خرده بناها، فضاها و عناصری گفته می‌شود که چون در شهر و خیابان و در کل در فضای باز نصب شده‌اند واستفادة عمومی داشته به این اصطلاح معروف شده‌اند.

## حریم مسیر
حریم مسیر شامل کلیهٔ مبلمان شهری که فقط در دو طرف و داخل مسیرمستقیم (اجباری) و تقاطع‌های آن قرار دارند، می‌باشد. مبلمان شهری باید در نقشهدبا پلانی که در آن قرار دارد داده شود.

## حریم شکل نقشه یا تقاطع
حریم شکل نقشه یا تقاطع شامل کلیهٔ مبلمان شهری و راه‌های منتهی به آن است که بایستی در نظر گرفته شود. هرآنچه که در حریم شکل نقشه یا تقاطع قرارگرفته خصوصاً در میادین، به استثناء متراژ آن متعلق به حریم مسیر همان نقشه است و برای نقشهٔ
بعد به حساب نمی‌آید. حریم تقاطع‌ها و تابلوها برطبق آئین‌نامه راهنمایی و رانندگی ۱۵ متر است.

## حریم کنترل یا دید کنترل
فاصلهٔ کمتراز ۲۰۰ متر قبل و ۵۰ متر بعد از محل استقرار کنترل را حریم یا دید کنترل می‌گویند.

## تقاطع
به محل تلاقی و مسیرهای دو یا چندراه، تقاطع گفته می‌شود.

## گره تقاطع
نقطه‌ای است مشترک که تمام راه‌های یک تقاطع به آن ختم می‌شود.

## بن‌بست
بن‌بست به مسیری گفته می‌شود که ابتدای آن با تابلوهای راهنمایی و
رانندگی مشخص شده یا بسته بودن آن به وضوح قابل رؤیت باشد.

## میدان
میدان به محلی گفته می‌شود که میدان بودن آن دیده شود یا با تابلوهای راهنمایی و رانندگی ویا تابلوهای شهرداری که به نام میدان نام‌گذاری شده‌است، مشخص می‌باشد.

## ابزارهای رالی
تنها با داشتن اتومبیل و ساعت می‌توان در مسابقات رالی شرکت کرد. اما ابزارهای دیگر نیز در رالی به کار می‌رود.
- ماشین‌حساب که برای محاسبهٔ زمان مطلوب استفاده می‌شود.
- کرنومتر
- کامپیوتر
- جی‌پی‌اس

## قوانین مسابقات رالی در ایران
در مسابقات رالی ایران معمولاً در هر اتومبیل یک راننده و یک نقشه‌خوان وجود دارد و در بیشتر رالی‌ها حضور همراه تا پر شدن ظرفیت درج شده روی کارت ماشین مجاز است. نقشهٔ مسابقه درست یک دقیقه پیش از حرکت هر اتومبیل در اختیار آن اتومبیل قرار می‌گیرد.
. زمان مطلوب در این روش از فرمول زیر به دست می‌آیدو کسر ثانیه قطع می‌شود:
زمان مطلوب =مسافت ابتدا تا انتهای بلوک به متر ضرب در عدد ثابت ۳٫۶ تقسیم بر سرعت متوسط ذکر شده در نقشه که به کیلومتر بر ساعت می‌باشد.
```

  

    

      

        
t

        
=

        

          

            

              
d

              
∗

              
3.6

            

            
v

          

        

      

    

    
{\displaystyle t={\frac {d*3.6}{v}}}

  

d: مسافت
v: سرعت
```

## محاسبه امتیاز
در پایان، امتیازات منفی یا جریمه‌های زمانی با هم جمع شده و نفرات برتر مشخص خواهند شد.
در صورت تساوی، هر شرکت‌کننده‌ای که گزارش کنترل کمترو تعداد مهر کنترل مثبت بیشتری داشته باشد مقام بالاتری دارد
ودر صورت تساوی شرکت‌کننده‌ای که در کنترل زمان ۱ کمترین امتیاز منفی یا جریمه را داشته باشد
و اگر مساوی بود به همین ترتیب در کنترل‌های بعدی ادامه داده تا نتیجه مشخص شود.

## نسخه کامل قوانین رالی شهری، خانوادگی و رالی تور
https://web.archive.org/web/20170623154532/http://www.mafiri.ir/d.asp?id=2984